# Deva Bermejo Escribano
Deva Bermejo Escribano (Barcelona, 15 de maig de 2004) és una jugadora de bàsquet catalana.
Base, es formà en les categories inferiors del Club Bàsquet Femení Sant Adrià, amb el qual debutà a la Lliga femenina 2. La temporada 2021-22 s'incorporà al Barça CBS i aconseguí l'ascens a la Lliga Endesa. Hi debutà l'any següent, tanmateix, fou cedida durant la temporada al Club Bàsquet Femení Viladecans, amb el qual es proclamà campiona de la Lliga catalana 2. L'estiu de 2023 fitxà pel Club Joventut Badalona. Amb el club badaloní guanyà el play-off d'ascens a la Primera Divisió. Internacional amb la selecció espanyola en categories de formació, s'ha proclamat subcampiona del Món sub-19 (2023) i subcampiona d'Europa sub-18 (2022).